# Boletina sobria
Boletina sobria är en tvåvingeart som beskrevs av Oskar Augustus Johannsen 1912. Boletina sobria ingår i släktet Boletina och familjen svampmyggor.
Artens utbredningsområde är British Columbia. Inga underarter finns listade i Catalogue of Life.